# Afimico Pululu
Afimico Pululu, né le 23 mars 1999 à Luanda en Angola, est un footballeur Congolais (RDC) qui évolue au poste d'attaquant au Jagiellonia Białystok.

## Biographie

### Débuts au FC Bâle
Natif de Luanda en Angola, Afimico Pululu est formé par le club du FC Bâle, en Suisse. Le 20 août 2017, il joue son premier match en professionnel, à l'occasion d'une rencontre de Super League face au FC Lugano (1-1).

### Neuchâtel Xamax
Le 31 janvier 2019, lors du dernier jour du mercato hivernal, Pululu est prêté jusqu'à la fin de la saison à Neuchâtel Xamax. Il joue son premier match pour Neuchâtel le 2 février suivant, lors d'une défaite de son équipe face au Young Boys de Berne (2-0).

### Retour à Bâle
Afimico Pululu est de retour au FC Bâle pour la saison 2019-2020 de Super League. L'occasion pour lui de jouer son premier match de Ligue des Champions, le 23 juillet 2019, face au PSV Eindhoven. Il entre en jeu en cours de partie, mais ne peut empêcher la défaite de son équipe (3-2). Il inscrit son premier but lors d'une rencontre de championnat, le 9 décembre 2019 contre le FC Sion. Son équipe l'emporte largement par quatre buts à zéro ce jour-là.

### Greuther Fürth
Le 7 janvier 2022, Afimico Pululu rejoint le club allemand de Greuther Fürth.
Pululu inscrit son premier but pour Greuther Fürth le 28 août 2022 face au Hanovre 96, en championnat. Buteur après son entrée en jeu, il ne peut éviter la défaite de son équipe (2-1 score final).

### Jagiellonia Białystok
En 2023 il rejoint le club polonais de Jagiellonia Białystok. Sacré champion de Pologne en 2024, il s'illustre la saison suivante lors de la Ligue Conférence 2024-2025 en marquant 8 buts et permettant à son équipe d'atteindre les Quarts de finale.